# ديرك غيتس
ديرك غيتس (بالإنجليزية: Dirk Gates) هو مهندس أمريكي، ولد في 25 يونيو 1961.